# Mario Chalmers
Pour les articles homonymes, voir Chalmers.
Mario Chalmers (né le 19 mai 1986 à Anchorage, Alaska) est un joueur américain de basket-ball évoluant au poste de meneur.
Champion NCAA en 2008 avec les Jayhawks du Kansas, il est choisi en 34e position par les Timberwolves du Minnesota lors de la draft de la même année. Durant sa carrière NBA, il remporte deux titres de champion en 2012 et 2013 et participe à deux autres finales en 2011 et 2014 avec le Heat de Miami.
Par la suite, il évolue quelque temps en Europe notamment à la Virtus Bologne. Avec le club italien, il remporte la Ligue des Champions en 2019.
À titre individuel, il est distingué du titre de meilleur joueur (MOP) du tournoi NCAA en 2008 et inclus dans la NBA All-Rookie Second Team en 2009.

## Biographie

### Carrière universitaire
Mario Chalmers s'inscrit en 2004 à l'université du Kansas et joue pour les Jayhawks du Kansas.
Au cours de son année Junior (3e année), Chalmers tourne à 12,8 points et 4,3 passes décisives par match. Lors du championnat NCAA de basket-ball 2008, les Jayhawks (Chalmers, Darrell Arthur, Brandon Rush, Darnell Jackson, Cole Aldrich, Sasha Kaun) atteignent le Final Four. Chalmers aide son équipe à remporter la finale contre les Memphis Tigers en rentrant un panier à trois points face à Derrick Rose, le futur premier choix de la draft 2008, qui permet aux Jayhawks d'aller en prolongation et de remporter le match. Il est ensuite élu Most Oustanding Player (MOP) du Final Four NCAA 2008.
En 2013, son numéro 15 est retiré par les Jayhawks.

### Carrière professionnelle

#### Heat de Miami (2008-2015)
Drafté en 2008 en 34e position par les Timberwolves du Minnesota et transféré ensuite au Heat de Miami, il profite de l'absence de meneur de jeu d'influence dans l'équipe pour s'imposer d'emblée comme titulaire.
Au cours de sa saison rookie, il tourne à dix points, 2,8 rebonds, 4,9 passes décisives et deux interceptions par match. Ces bonnes statistiques lui valent d'être élu dans la NBA All-Rookie Second Team en 2009. Il est le meilleur intercepteur des playoffs NBA 2009 avec 2,86 interceptions par match (en sept matches).
En 2010, il laisse le numéro 6 à LeBron James et récupère le numéro 15 qu'il portait lors de sa période universitaire.

#### Grizzlies de Memphis (nov. 2015-mars 2018)
Le 10 novembre 2015, Chalmers est envoyé aux Grizzlies de Memphis avec James Ennis contre Beno Udrih et Jarnell Stokes.
Après 55 matchs joués sous le maillot des Grizzlies, Chalmers est victime d'une rupture du tendon d'Achille droit lors du troisième quart-temps contre les Celtics de Boston le 9 mars 2016. Il se retrouve coupé par son club afin de libérer une place dans l'effectif.

#### Expérience européenne (mars 2019-2021)
Le 2 mars 2019, il s'engage avec la Virtus Bologne jusqu'à la fin de la saison et connaît ainsi sa première expérience européenne. Il participe au Final four de la Ligue des champions de basket-ball avec le club italien qu'il remporte en finale face à Iberostar Tenerife. Mario Chalmers devient ainsi le premier joueur à remporter le championnat NCAA, le championnat NBA et une coupe d'Europe.[réf. nécessaire]
Le 4 novembre 2019, il reste en Europe et signe en Grèce à l'AEK Athènes. L'année suivante, il poursuit son aventure en Grèce en rejoignant l'Aris Salonique.

#### Retour avorté en NBA (décembre 2021)
Le 30 décembre 2021, il retourne au Heat de Miami via un contrat de 10 jours, mais n'y jouera pas. Il termine finalement la saison en G-League avec la franchise affiliée du Skyforce de Sioux Falls.

#### Basketball 3×3
Parallèlement à sa carrière, il participe à la Big3 League à l'été 2019 en rejoignant l'équipe des Three-Headed Monsters entrainés par l'ancien joueur NBA Gary Payton.

### Clubs successifs
- 2008-2015 :  Heat de Miami (NBA)
- 2015-2018 :  Grizzlies de Memphis (NBA)
- 2019 :  Virtus Bologne (LegA)
- 2019-2020 :  AEK Athènes (ESAKE)
- 2020-2021 :  Aris Salonique (ESAKE)
- 2021 :  Indios de Mayagüez (BSN)
- 2021 :  Gold de Grand Rapids (NBA G League) 2 matchs
- 2022 :  Skyforce de Sioux Falls (NBA G League)

## Palmarès

### En club
- Vainqueur de la Ligue des Champions 2019 avec la Virtus Bologne.
- Champion NBA en 2012 et 2013 avec le Heat de Miami.
- Finales NBA en 2011 contre les Mavericks de Dallas, et 2014 contre les Spurs de San Antonio.
- Champion de la Conférence Est de NBA en 2011, 2012, 2013 et 2014 avec le Heat de Miami.
- Champion de la Division Sud-Est en 2011, 2012 et 2013 avec le Heat de Miami.
- Champion NCAA en 2008 avec les Jayhawks du Kansas

### Distinctions personnelles
- NBA All-Rookie Second Team en 2009.
- MOP du Final Four NCAA en 2008

## Statistiques

### Universitaires
Les statistiques de Mario Chalmers en matchs universitaires sont les suivantes :
| Saison    | Équipe   | Matchs | Titul. | Min./m | % Tir | % 3pts | % LF | Rbds/m. | Pass/m. | Int/m. | Ctr/m. | Pts/m. |
| --------- | -------- | ------ | ------ | ------ | ----- | ------ | ---- | ------- | ------- | ------ | ------ | ------ |
| 2005-2006 | Kansas   | 33     | 21     | 26,0   | 44,5  | 37,5   | 78,8 | 2,42    | 3,85    | 2,70   | 0,15   | 11,48  |
| 2006-2007 | Kansas   | 38     | 37     | 29,2   | 49,1  | 40,4   | 77,0 | 3,03    | 3,26    | 2,55   | 0,42   | 12,21  |
| 2007-2008 | Kansas   | 39     | 38     | 30,0   | 51,6  | 46,8   | 74,6 | 3,08    | 4,33    | 2,49   | 0,59   | 12,77  |
| Carrière  | Carrière | 110    | 96     | 28,5   | 48,6  | 41,9   | 76,7 | 2,86    | 3,82    | 2,57   | 0,40   | 12,19  |

### Professionnels

#### Saison régulière
Légende :
| Champion NBA |

gras = ses meilleures performances
| Saison     | Équipe   | Matchs | Titul. | Min./m | % Tir | % 3pts | % LF | Rbds/m. | Pass/m. | Int/m. | Ctr/m. | Pts/m. |
| ---------- | -------- | ------ | ------ | ------ | ----- | ------ | ---- | ------- | ------- | ------ | ------ | ------ |
| 2008-2009  | Miami    | 82     | 82     | 32,0   | 42,0  | 36,7   | 76,7 | 2,78    | 4,91    | 1,95   | 0,10   | 9,98   |
| 2009-2010  | Miami    | 73     | 22     | 24,8   | 40,1  | 31,8   | 74,5 | 1,85    | 3,37    | 1,25   | 0,16   | 7,14   |
| 2010-2011  | Miami    | 70     | 28     | 22,6   | 39,9  | 35,9   | 87,1 | 2,09    | 2,53    | 1,09   | 0,10   | 6,39   |
| 2011-2012* | Miami    | 64     | 64     | 28,5   | 44,8  | 38,8   | 79,2 | 2,67    | 3,47    | 1,52   | 0,17   | 9,80   |
| 2012-2013  | Miami    | 77     | 77     | 26,9   | 42,9  | 40,9   | 79,5 | 2,22    | 3,53    | 1,53   | 0,16   | 8,65   |
| 2013-2014  | Miami    | 73     | 73     | 29,8   | 45,4  | 38,5   | 74,2 | 2,93    | 4,89    | 1,63   | 0,22   | 9,81   |
| 2014-2015  | Miami    | 80     | 37     | 29,6   | 40,3  | 29,4   | 77,4 | 2,58    | 3,84    | 1,52   | 0,12   | 10,16  |
| 2015-2016  | Miami    | 6      | 0      | 20,0   | 31,2  | 9,1    | 92,3 | 2,33    | 3,17    | 1,33   | 0,17   | 5,50   |
| 2015-2016  | Memphis  | 55     | 7      | 22,8   | 41,7  | 32,6   | 82,7 | 2,60    | 3,84    | 1,45   | 0,22   | 10,82  |
| 2017-2018  | Memphis  | 66     | 10     | 21,5   | 37,9  | 27,7   | 85,5 | 2,38    | 2,98    | 1,20   | 0,21   | 7,68   |
| Carrière   | Carrière | 646    | 400    | 26,7   | 41,7  | 35,1   | 79,3 | 2,45    | 3,73    | 1,47   | 0,16   | 8,89   |

Note : la saison 2011-2012 a été réduite de 82 à 66 matchs.

#### Playoffs
| Saison   | Équipe   | Matchs | Titul. | Min./m | % Tir | % 3pts | % LF | Rbds/m. | Pass/m. | Int/m. | Ctr/m. | Pts/m. |
| -------- | -------- | ------ | ------ | ------ | ----- | ------ | ---- | ------- | ------- | ------ | ------ | ------ |
| 2009     | Miami    | 7      | 7      | 33,0   | 40,0  | 28,6   | 71,4 | 2,71    | 4,43    | 2,86   | 0,14   | 7,29   |
| 2010     | Miami    | 5      | 0      | 26,1   | 45,0  | 35,0   | 84,6 | 1,80    | 2,60    | 0,60   | 0,00   | 10,80  |
| 2011     | Miami    | 21     | 1      | 24,3   | 43,5  | 38,1   | 71,9 | 1,90    | 2,10    | 1,24   | 0,05   | 7,76   |
| 2012     | Miami    | 23     | 23     | 35,6   | 44,2  | 35,9   | 71,7 | 3,65    | 3,91    | 1,22   | 0,26   | 11,30  |
| 2013     | Miami    | 23     | 23     | 28,3   | 41,5  | 35,3   | 75,5 | 2,30    | 3,09    | 0,91   | 0,04   | 9,39   |
| 2014     | Miami    | 20     | 19     | 26,7   | 42,3  | 34,9   | 76,0 | 2,25    | 3,60    | 0,95   | 0,30   | 6,40   |
| Carrière | Carrière | 99     | 73     | 29,0   | 42,9  | 35,7   | 74,2 | 2,53    | 3,24    | 1,18   | 0,15   | 8,81   |

## Records sur une rencontre en NBA
Les records personnels de Mario Chalmers en NBA sont les suivants, :
| Type de statistique        | Saison régulière | Saison régulière            | Saison régulière | Playoffs | Playoffs              | Playoffs      |
| Type de statistique        | Record           | Adversaire                  | Date             | Record   | Adversaire            | Date          |
| -------------------------- | ---------------- | --------------------------- | ---------------- | -------- | --------------------- | ------------- |
| Points                     | 34               | @ Kings de Sacramento       | 12 janvier 2013  | 25       | 2 fois                | 2 fois        |
| Paniers marqués            | 12               | @ Kings de Sacramento       | 12 janvier 2013  | 10       | @ Pacers de l'Indiana | 17 mai 2012   |
| Paniers tentés             | 21               | @ Hawks d'Atlanta           | 5 janvier 2012   | 16       | Celtics de Boston     | 30 mai 2012   |
| Paniers à 3 points réussis | 10               | @ Kings de Sacramento       | 12 janvier 2013  | 6        | 76ers de Philadelphie | 27 avril 2011 |
| Paniers à 3 points tentés  | 13               | @ Kings de Sacramento       | 12 janvier 2013  | 12       | 76ers de Philadelphie | 27 avril 2011 |
| Lancers francs réussis     | 13               | Thunder d'Oklahoma City     | 16 novembre 2015 | 8        | @ Pacers de l'Indiana | 28 mai 2013   |
| Lancers francs tentés      | 15               | Thunder d'Oklahoma City     | 16 novembre 2015 | 9        | Mavericks de Dallas   | 12 juin 2011  |
| Rebonds offensifs          | 3                | 2 fois                      | 2 fois           | 3        | @ Pacers de l'Indiana | 17 mai 2012   |
| Rebonds défensifs          | 9                | @ Trail Blazers de Portland | 28 décembre 2013 | 11       | Pacers de l'Indiana   | 22 mai 2012   |
| Rebonds totaux             | 9                | 3 fois                      | 3 fois           | 11       | Pacers de l'Indiana   | 22 mai 2012   |
| Passes décisives           | 13               | 2 fois                      | 2 fois           | 9        | Knicks de New York    | 28 avril 2012 |
| Interceptions              | 9                | 76ers de Philadelphie       | 5 novembre 2008  | 5        | Hawks d'Atlanta       | 1er mai 2009  |
| Contres                    | 2                | 7 fois                      | 7 fois           | 2        | @ Pacers de l'Indiana | 18 mai 2014   |
| Balles perdues             | 7                | @ Nuggets de Denver         | 7 janvier 2009   | 5        | 3 fois                | 3 fois        |
| Minutes jouées             | 53               | Jazz de l'Utah              | 14 mars 2009     | 45       | Celtics de Boston     | 30 mai 2012   |

- Double-double : 7
- Triple-double : 0

## Vie privée
Il est le cousin de Lionel Chalmers, également basketteur professionnel.